# Wieluń
Wieluń () este un oraș în Polonia.

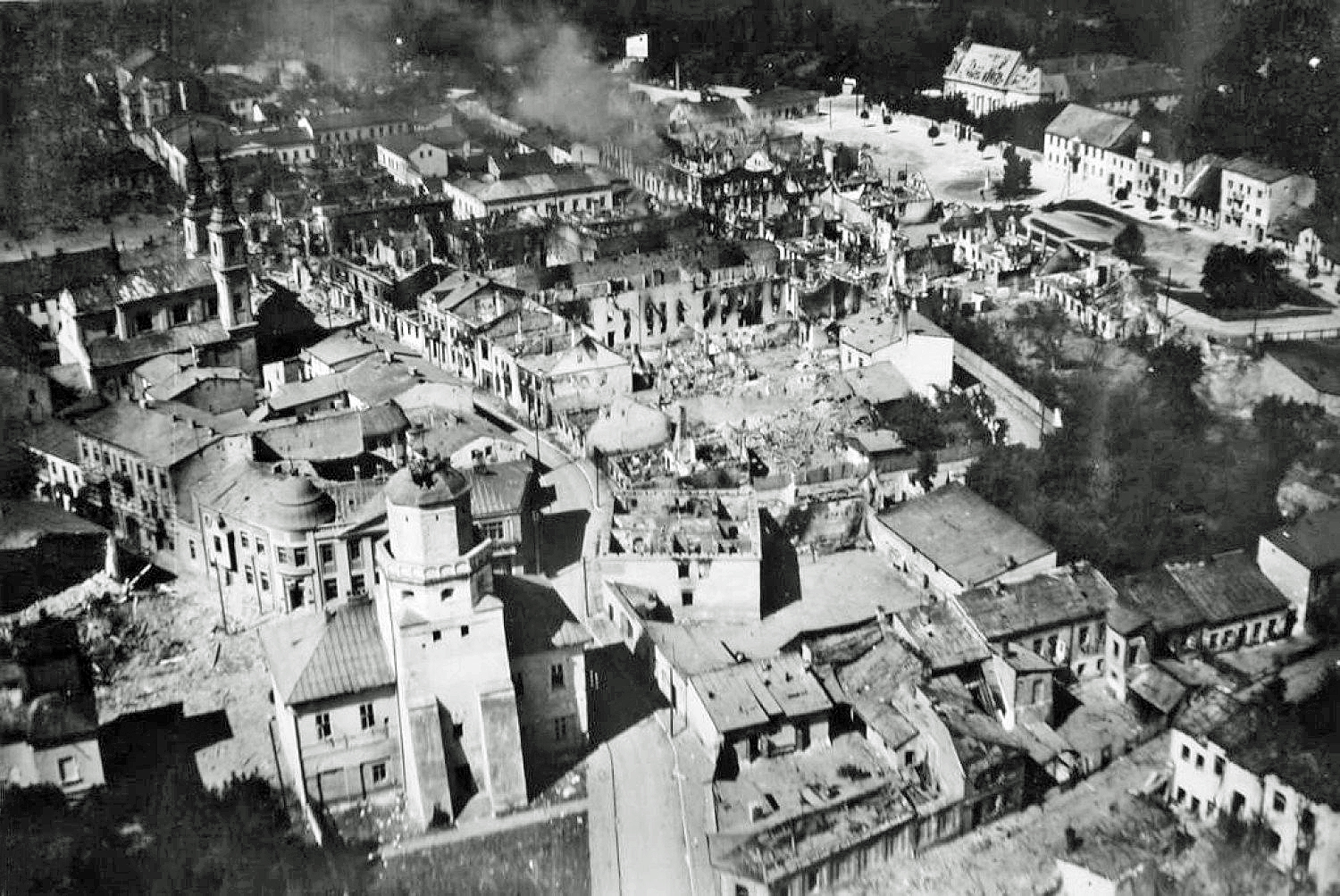
Centrul oraului Wieluń după cumplitul bombardament al aviaţiei germane din 1 septembrie 1939

## Vezi și

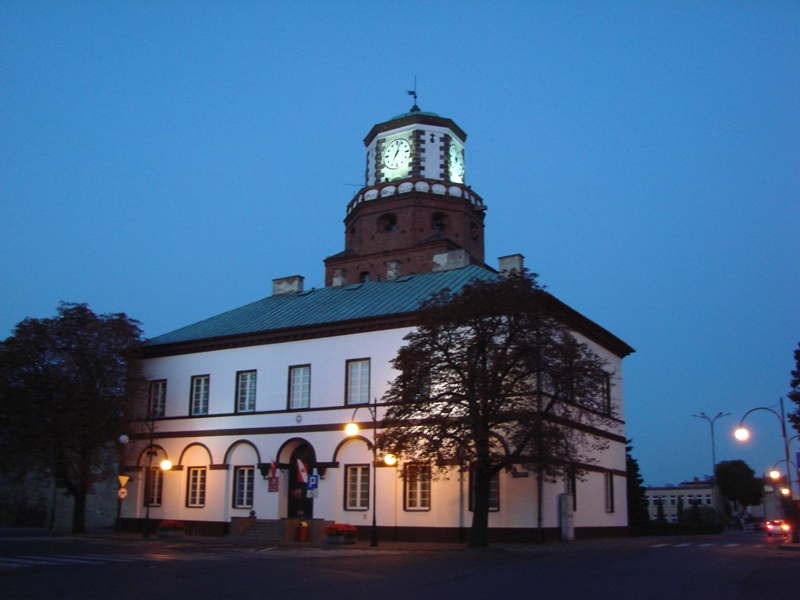
Wieluń